# 久根別川
久根別川（くねべつがわ）は、北海道南部の渡島総合振興局管内を流れ津軽海峡に注ぐ二級河川である。かっては大野川に合流する河川であったが、昭和25年からの流路切替工事により、津軽海峡へ直接流出するようになっている。
また、折戸川水系小沼から取水する七飯発電所の放水路でもある。

## 地理
北海道渡島総合振興局亀田郡七飯町と北斗市の境界にある木地挽山付近に源を発し、七飯町内を西側の北斗市との境界付近を南に流れ、北斗市街地を貫流して津軽海峡に注ぐ。流域面積のうち6割が山地となっているが、中流域は主に水田や畑が広がり、下流域は住宅地となっている。

## 名称の由来
一説によるとアイヌ語のクンネ・ペッ「黒・川」に由来すると言われている。。

## 流域の自治体
北海道
渡島総合振興局 - 亀田郡七飯町、北斗市

## 主な支流
- 新道川
- 藤城川
- 水無沢川
- 仁山川
- 鳴川
- 湯出川
- 大川
- 蒜沢川
- 新川

## 利水
- 農業用水
- 養魚用水

## 主な橋梁
- 鳥越橋 - 国道5号
- 峠下橋 - 国道5号
- 久根別橋 - 北海道道96号上磯峠下線
- 久根別1号橋 - 北海道道1176号新函館北斗停車場七飯線
- 久根別川橋梁 - 函館本線
- 久根別9号橋 - 北海道道676号七飯大野線
- 久根別12号橋 - 北海道道969号大野大中山線
- 第一久根別橋 - 国道227号
- 大野Bランプ橋 - 国道228号
- 久根別川橋 - 函館江差自動車道
- 大野Cランプ橋 - 国道228号
- 久根別川橋梁 - 道南いさりび鉄道
- 新久根別橋 - 国道228号、国道280号